# سومدف دوارمن
 سومدف دوارمن (انگلیسی: Somdev Devvarman؛ زادهٔ ۱۳ فوریهٔ ۱۹۸۵) یک تنیس‌باز اهل هند است.